# Demografia da Irlanda do Norte
População
1.685.267
A população da Irlanda do Norte tem apresentado crescimento positive desde 1978.
Lugar de Nascimento
- Reino Unido:
  - Irlanda do Norte: 1.534.268 (91,0%)
  - Inglaterra: 61.609 (3,7%)
  - Escócia: 16.772 (1,0%)
  - País de Gales: 3.008 (0,2%)
- Europa:
  - República da Irlanda: 39.051 (2,3%)
  - Outros países da União Europeia: 10,355 (0.6%)
- Resto do mundo: 20.204 (1,2%)

Etnias
- Brancos: 1.670.988 (99,15%)
- Chineses: 4,145 (0.25%)
- Mestiços: 3.319 (0,20%)
- Pavees: 1.710 (0,10%)
- Indianos: 1.567 (0,09%)
- Outros grupos étnicos: 1.290 (0,08%)
- Paquistaneses: 666 (0,.04%)
- Negro-africanos: 494 (0,03%)
- Outros negros: 387 (0,02%)
- Negro-caribenhos: 255 (0.02%)
- Bengalis: 252 (0,01%)
- Outros asiáticos: 194 (0,01%)

As minorias étnicas continuam a aumentar à medida que o processo de paz continua, especialmente chineses, indianos, paquistaneses e africanos. 
Fonte: Censo da Irlanda do Norte de 2001

Expectativa de vida ao nascer:

Homens: 76 anos

Mulheres: 80,8 anos
Estrutura etária:

0–15 anos:

398.056

16–17 anos:

53.458

Total de menores de 18 anos:

451.514 (26,8%)

18–64 anos:

1.010.428 (60%)

65–74 anos:

123.193 (7,3%)

75 anos ou mais:

100.150 (5,9%)
Taxa de crescimento populacional:

0,275% (estimative de 2007)
Taxa de natalidade:

12,7 nascimentos/ 1.000 habitantes (2000)
Taxa de mortalidade:

8,8 mortes/1.000 habitantes (2000)
Taxa de migração:

2,18 migrantes/1,000 habitantes (estimativa de 2006)
Relação por sexo:

ao nascer:

1,05 homem/mulher

0–14 anos:

1,05 homem/mulher

15–64 anos:

1,025 homem/mulher

65 anos ou mais:

0,75 homem/mulher

total da população:

0,98 homem/mulher (2007 est.)
Taxa de mortalide infantil:

6,4 mortes/1.000 nascidos vivos (1999)
Taxa de fecundidade:
2,02 crianças nascidasd/mulher (2000)
Taxa de prevalência de HIV/SIDA:

0,024% (estimativa de 2005)
Pessoas a viver com HIV/SIDA:

408 (2005)